# Каштел Нови
Каштел Нови је насељено место у саставу града Каштела, Сплитско-далматинска жупанија, Република Хрватска.

## Историја
Као пренумерант једне Милутиновићеве српске историјске књиге (на ћирилици) био је 1837. године Конте Василије Комненовић.
У Каштел Новом је рођен 1869. године српски писац Иво Ћипико. Три године након његове смрти (1923) одат му је пијетет. Крајем фебруара 1926. године од брачког мермера је у месту подигнут надгробни споменик књижевнику Иву Ћипику. Било је то по личном налогу краља Александра II Карађорђевића.
До територијалне реорганизације у Хрватској налазио се у саставу старе општине Каштела.

## Становништво
На попису становништва 2011. године, Каштел Нови је имао 6.411 становника.
| Број становника по пописима | Број становника по пописима | Број становника по пописима | Број становника по пописима | Број становника по пописима | Број становника по пописима | Број становника по пописима | Број становника по пописима | Број становника по пописима | Број становника по пописима | Број становника по пописима | Број становника по пописима | Број становника по пописима | Број становника по пописима | Број становника по пописима | Број становника по пописима |
| --------------------------- | --------------------------- | --------------------------- | --------------------------- | --------------------------- | --------------------------- | --------------------------- | --------------------------- | --------------------------- | --------------------------- | --------------------------- | --------------------------- | --------------------------- | --------------------------- | --------------------------- | --------------------------- |
| 1857                        | 1869                        | 1880                        | 1890                        | 1900                        | 1910                        | 1921                        | 1931                        | 1948                        | 1953                        | 1961                        | 1971                        | 1981                        | 1991                        | 2001                        | 2011                        |
| 937                         | 1.011                       | 987                         | 1.079                       | 1.172                       | 1.143                       | 1.346                       | 1.300                       | 1.246                       | 1.533                       | 1.789                       | 2.295                       | 3.128                       | 4.050                       | 5.309                       | 6.411                       |

Напомена: Од 1869. до 1910. исказивано под именом Нови (или Нови код Трогира). У 1991. смањено за део подручја који је припојен насељу Каштел Стари, за који и садржи податке од 1857. до 1961.

### Попис1991.
На попису становништва 1991. године, насељено место Каштел Нови је имало 4.050 становника, следећег националног састава:
| Попис 1991.‍   | Попис 1991.‍  | Попис 1991.‍ | Попис 1991.‍ | Попис 1991.‍ |
| ------------- | ------------ | ----------- | ----------- | ----------- |
|               |              |             |             |             |
| Хрвати        | Хрвати       |             | 3.722       | 91,90%      |
| Срби          | Срби         |             | 57          | 1,40%       |
| Југословени   | Југословени  |             | 33          | 0,81%       |
| Муслимани     | Муслимани    |             | 25          | 0,61%       |
| Албанци       | Албанци      |             | 5           | 0,12%       |
| Словенци      | Словенци     |             | 5           | 0,12%       |
| Мађари        | Мађари       |             | 3           | 0,07%       |
| Македонци     | Македонци    |             | 3           | 0,07%       |
| Чеси          | Чеси         |             | 3           | 0,07%       |
| Словаци       | Словаци      |             | 2           | 0,04%       |
| Бугари        | Бугари       |             | 1           | 0,02%       |
| Немци         | Немци        |             | 1           | 0,02%       |
| Пољаци        | Пољаци       |             | 1           | 0,02%       |
| Руси          | Руси         |             | 1           | 0,02%       |
| Црногорци     | Црногорци    |             | 1           | 0,02%       |
| остали        | остали       |             | 4           | 0,09%       |
| неопредељени  | неопредељени |             | 62          | 1,53%       |
| непознато     | непознато    |             | 121         | 2,98%       |
| укупно: 4.050 |              |             |             |             |